# Montaña de sal de Cardona

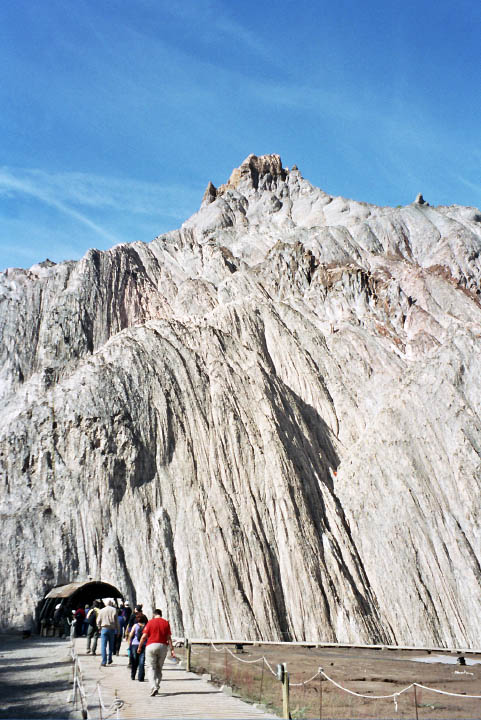
Exterior de la montaña de sal

La montaña de sal Cardona es un diapiro que crece cada año, ocupando una depresión del terreno con forma de elipse alargada con una extensión de terreno de 1800 m de longitud por 600 de ancho y una superficie de 100 ha, con unas características naturales que la han hecho merecedora de ser incluida dentro del Plan de Espacios de Interés Natural de Cataluña
Los afloramientos de sal se localizan dentro de esta depresión, por lo que fue conocida antiguamente como el Salino, y actualmente lo es como Valle Salino.

## Situación geológica
Los depósitos salinos de Cardona pertenecen a la llamada cuenca potásica catalana. A su vez, esta cuenca forma parte del conjunto de materiales evaporíticos que se depositaron en la cuenca del Ebro durante el Eoceno superior.

## Datos físicos y geográficos
La Montaña de Sal forma un cerro situado al pie de la sierra de las Garrigues y a la derecha del río Cardener. Al sur del núcleo urbano de Cardona. El cerro es drenado por el torrente Salado que discurre hacia el valle Salino donde confluye con el Cardener en La Coromina. Se trata de relieves bajos pero con una geomorfología muy singular con profundas incisiones fruto de la peculiar forma de erosión ligada a los procesos de disolución de las sales.

## Explotación minera
El Valle Salino de Cardona se explotó desde el Neolítico. En el año 987, el conde de Barcelona Borrel II creó el vicondado de Cardona, con el derecho a explotar el yacimiento de sal, aunque los jueves la extraída quedaba para los habitantes del castillo. En 1491, el rey Fernando creó el ducado de Cardona, con la explotación de sal entre sus bienes. En el siglo XVII paso al ducado de Medinaceli, manteniendo el derecho de cada vecino a recoger gratuitamente sal, 10 arrobas por año, de la mejor que encontrara. El derecho se mantuvo más de mil años, aunque desde 1920 la empresa explotadora, Unión Explosivos Riotinto, lo pagó en dinero. La explotación se llevó a cabo fundamentalmente a cielo abierto hasta el siglo XX.

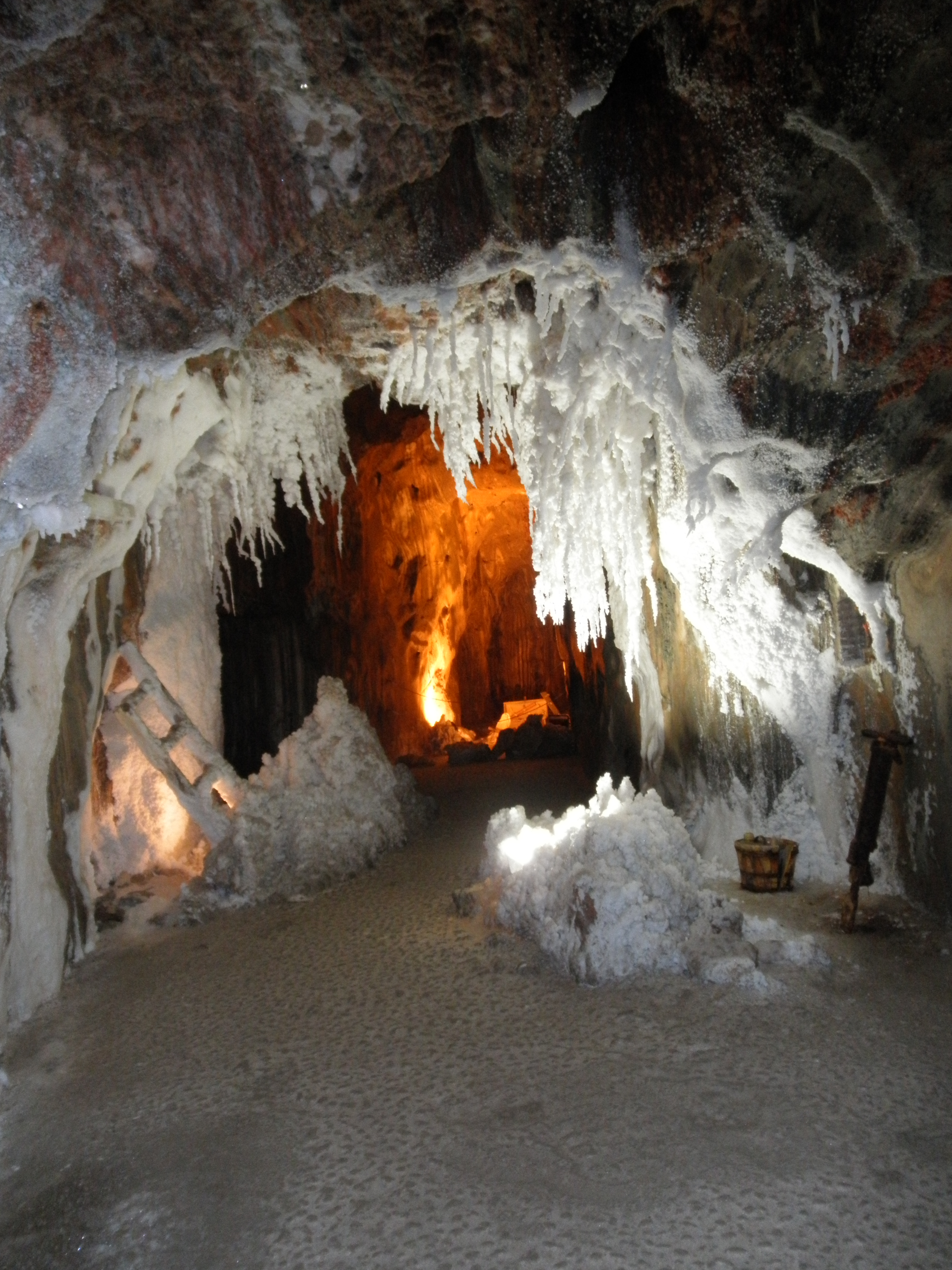
Interior de la mina

Debido al descubrimiento de potasa por el ingeniero Emilio Viader a principios del 1900 -que buscaba en Cardona la explotación de sales potásicas análogos a los yacimientos alemanes - se abrió el Pozo del Duque, la primera mina de sal subterránea, abierta entre 1902 y 1905. El descubrimiento de las sales potásicas propició la segunda industrialización de Cardona, después de la textil. Se duplicó la población y se produjeron importantes transformaciones en su paisaje urbano y social.
El inicio de la extracción de la potasa transformó una población agrícola y textil en un pueblo básicamente minero. Cabe destacar las continuas huelgas por las malas condiciones (chabolismo, falta de higiene, falta de servicios básicos, etc.) en las que vivieron los primeros mineros, muchos de ellos venidos de Almería y Murcia, y las muertes continuas durante los 60 años de explotación (75 fallecidos) por las duras condiciones de trabajo.
La Unión Española de Explosivos, a partir de las investigaciones de sales potásicas hechas en Suria, compró en 1923 los terrenos de las salinas de Cardona al duque de Medinaceli, y en 1925 empezó la apertura de pozos y de las minas o galerías. El mineral extraído se enviaba a una fábrica de beneficio y luego, mediante camiones, a la estación de ferrocarril de Suria, de donde iba al puerto de Barcelona para la exportación. En 1970 las minas pasaron a manos del grupo Unión Explosivos Río Tinto (ERT). En 1986 esta explotación empleaba a 560 trabajadores. En septiembre de 1990 se cerró la explotación de potasa. Del interior de la tierra se habían extraído un total de 37.874.843 toneladas de mineral, y la explotación ya había alcanzado los 1308,7 metros de profundidad con los consiguientes problemas técnicos (se pasó a trabajar de vertical a horizontal) y para el personal (temperaturas de más de 50°).

## Parque cultural
Después del cierre de las minas se inicia la explotación turística de la zona, creando el Parque Cultural de la Montaña de Sal, un equipamiento cultural que se inauguró en el año 2003 en el interior del recinto de la Mina Nieves. En él se puede ver la historia de la explotación industrial del Valle. También se puede ver la maquinaria de extracción mineral del pozo María Teresa, tal como era cuando estaba en pleno funcionamiento. También se puede visitar el interior de las galerías de la Montaña de Sal en un recorrido guiado a 86 metros de profundidad, en una labor de investigación conocida como La Minilla, abierta en 1930 y que fue habilitada para el turismo en 1997 a lo largo de unos 400 metros. Para ello se excavó un tramo nuevo de galería, donde actualmente se encuentra la entrada, efectuando la salida por la boca original. En ella existen estalactitas de sal. y zonas donde se pueden observar los pliegues de las capas de sal.